# Avoriaz
Avoriaz este o stațiune de sporturi de iarnă franceză situată la 1 800 m altitudine, pe teritoriul comunei Morzine, în departamentul Haute-Savoie, în regiunea Auvergne-Rhône-Alpes.
Multă vreme un simplu platou utilizat ca pajiște alpină de către agricultorii din văile înconjurătoare, stațiunea Avoriaz a cunoscut o dezvoltare rapidă în anii 1960.
Proiect al campionului olimpic la coborâre Jean Vuarnet, Avoriaz se distinge prin caracterul său exclusiv pietonal și prin poziția sa centrală în rândul celor paisprezece stațiuni care formează domeniul schiabil Portes du Soleil.
Stațiunea nu se limitează doar la sezonul de iarnă și la practicarea schiului, ci dispune și de infrastructuri recreative și sportive moderne, precum un centru aqualudic, deschis în 2012. De asemenea, oferă activități estivale legate de munte, precum drumețiile și mountain bike.
Stațiune de sporturi de iarnă distinsă cu numeroase premii și certificări pentru angajamentele sale în favoarea dezvoltării durabile, Avoriaz se bucură de peste 50 de ani de reputație inovatoare, atât în mass-media națională și internațională, cât și în literatura de specialitate.
Cunoscută pentru arhitectura sa unică, caracterizată printr-un estetism mimetic în armonie cu peisajul natural, stațiunea reflectă viziunea arhitectului Jacques Labro, ale cărui creații se înscriu în curentul arhitecturii organice.
Deschisă în 1967, Avoriaz a dobândit recunoaștere internațională datorită Festivalului Internațional al Filmului Fantastic de la Avoriaz, care a reunit numeroase personalități din lumea cinematografiei între 1973 și 1993.

## Geografie
Stațiunea Avoriaz este situată în Alpii de Nord.

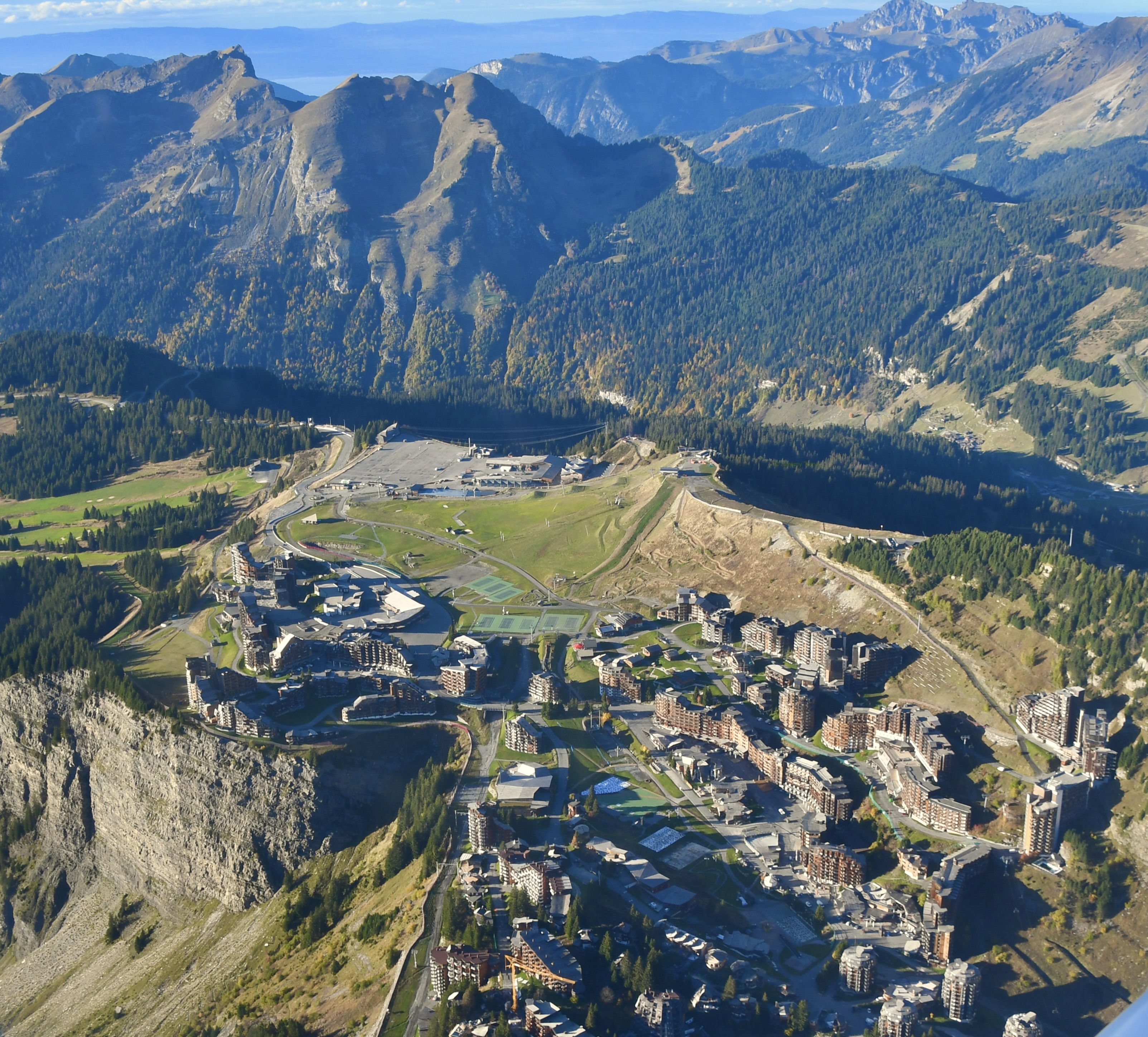
Vedere aeriană.

### Acces la stațiune
Stațiunea Avoriaz este accesibilă pe șoseaua D338, care poate fi utilizată pe tot parcursul anului dinspre satul Morzine.
Aceeași rută face legătura cu Montriond prin valea Lindarets și cătunul omonim, însă acest segment de drum este închis pe toată durata sezonului de iarnă.
Fiind o stațiune rezervată schiorilor și pietonilor, Avoriaz nu permite accesul autoturismelor.
Pentru rezidenții stațiunii, sunt disponibile parcări acoperite și descoperite la intrarea în Avoriaz. Deplasările interne se realizează cu ajutorul navetelor pe șenile sau al trăsurilor trase de cai.
Stațiunea este de asemenea accesibilă din fundul văii Ardoisières, în prelungirea satului Morzine, prin utilizarea telefericului Prodains Express.
Punctul de plecare al acestuia se află în cătunul Prodains, unde au fost amenajate și parcări pentru vizitatori.

## Toponimie
Avoriaz este un toponim derivat din numele alpacelor pe care a fost amenajată stațiunea. Aceste terenuri au aparținut familiei Rovéréa, o familie nobiliară originară din Chablaisul savoiard. Prin fenomenul de sincopă, expresia „[terres] à Rovéréa” a evoluat în „Avoreaz”, apoi în forma actuală „Avoriaz”.
Régeste genevois menționează un alpac care este probabil Avoriaz, sub forma „Evoréa” în secolul al XII-lea, iar ulterior ca „Evorée” în secolul al XIX-lea.
În francoprovensală, denumirea se scrie „Avoria”.

## Istorie

### Înainte de stațiunea de schi
Istoria Avoriaz începe între 1138 și 1148, când era un alpac aparținând în coproprietate puternicilor seniori de Faucigny și de Rovorée.
Numele Avoriaz provine tocmai de la această din urmă familie, fiind menționat în documente medievale sub formele „Ovoreia” sau „Evoreia”.
Seniorii au donat apoi acest alpac puternicei abații cisterciene Sainte-Marie d'Aulps, situată la 20 km distanță. Abația l-a exploatat și deținut pe tot parcursul Evului Mediu.
În 1557, douăzeci și două de familii din valea Aulps s-au reunit în cadrul Societății Alpagistilor din Crot aux Chiens, reprezentând 273 de hectare de pășuni alpine la Avoriaz. Numele său provine de la locul numit Crot aux Chiens, însă nimeni nu cunoaște originea acestuia. Alpage-ul cuprindea atunci 104 pâquis, adică un loc unde 104 vaci puteau paște. Astăzi, doar aproximativ treizeci de vaci mai beneficiază de această pășune, iar un chalet a fost renovat de către societate pentru a găzdui un fermier în fiecare lună iunie.
În prezent, veniturile proprietarilor provin în principal din instalarea instalațiilor de transport pe cablu ale stațiunii Avoriaz, care plătesc o redevență și oferă abonamente de schi diferiților proprietari. Statutul societății a fost stabilit în 1557 și apoi modificate printr-o convenție în 1600 și în 1709. Mult timp, proprietarii au considerat că actul din 1709 reprezenta actul de naștere al societății, până când cercetările efectuate în cadrul propunerii de creare a comunei Avoriaz au dezvăluit o origine mai veche.
Datorită vechimii sale, societatea se bazează pe legea Sardă și nu intră sub incidența dreptului francez, ceea ce are anumite consecințe, cum ar fi faptul că terenurile nu pot fi vândute unei persoane din afara societății și se transmit doar prin moștenire sau către cineva care deține deja terenuri. Astfel, în prezent, societatea numără câteva sute de proprietari.
Capela Notre-Dame-des-Prisonniers a fost construită după cel de-al Doilea Război Mondial, în împlinirea unui jurământ făcut de foști prizonieri și deportați.

### Nașterea Avoriazului
Jean Vuarnet, recent câștigător al probei de schi alpin la Jocurile Olimpice din 1960 de la Squaw Valley, obține concesiunea alpage-ului Avoriaz. În iulie 1960, consiliul municipal, reunit în ședință, semnează o convenție prin care comuna Morzine se angajează să vândă 82 de hectare de teren pe platoul Avoriaz la prețul de 5 centime pe metru pătrat, cu condiția ca „Asociația Jean Vuarnet et père” să investească 4 milioane de franci în lucrări.
La 22 iulie 1960, Jean Vuarnet este numit director al stațiunii Morzine. Mijlocul de transport ales pentru a asigura accesul pe platoul Avoriaz este telecabina. Vuarnet apelează la societatea Applevage pentru a construi o instalație capabilă să transporte 1 100 de persoane pe oră. În iunie 1961, lucrările încep la poalele zonei Prodains, în apropiere de Morzine. Totuși, din cauza numeroaselor dificultăți financiare, finalizarea telecabinei și, implicit, a stațiunii este întârziată.
În cele din urmă, întâlnirea dintre Jean Vuarnet, Jean Gerbault, directorul general al Vespa France, și omul de afaceri Gérard Brémond permite realizarea proiectului. Crearea SAMA (Société d'Aménagement de Morzine Avoriaz) și SICA (Société Immobilière et de Construction d'Avoriaz) oficializează amenajarea viitoarei stațiuni.
Jean Vuarnet și partenerii săi depășesc criticile dure ale unor locuitori din Morzine, sceptici cu privire la construirea unei stațiuni pe acest platou izolat. Cu toate acestea, primesc sprijinul Société des alpagistes du Crot, o asociație care reunește aproximativ o sută de proprietari din Valea Ardoisières, favorabili dezvoltării zonei prin intermediul telecabinei Prodains.
Spre deosebire de alte stațiuni de renume internațional, precum La Plagne sau Courchevel, care au beneficiat de investiții publice, Avoriaz a fost construită exclusiv prin capital privat, avându-l pe Jean Vuarnet drept catalizator al proiectului.
Prima construcție care a apărut pe platoul Avoriaz a fost chalet-ul Pas du Lac, care timp îndelungat a servit drept bar, restaurant, birou de primire și dormitor pentru muncitorii ce lucrau la construcția telecabinei Prodains. Lucrările au fost marcate de multiple dificultăți cauzate de condițiile de muncă extreme, frigul, izolarea și lipsa de echipamente.
După multe provocări, telecabina a fost inaugurată în martie 1963. Privind retrospectiv acei ani de muncă intensă, Jean Vuarnet își amintește:
„ Eram în același timp inconștienți și curajoși. Probabil eram chiar nebuni! Dar pentru a menține entuziasmul echipei mele, exista o singură soluție: să fiu alături de ei pe teren. Am avut norocul să am alături oameni care credeau în proiect. Aveam dușmani la Morzine, chiar și fără să știu. Dar pentru cei din echipa mea care erau originari din Morzine, cel mai dificil a fost să își pună întregul sat în spate. De multe ori, când coborau în Morzine, erau luați peste picior de cei care nu credeau în proiect sau care se temeau de această dezvoltare paralelă. Totuși, oamenii mei știau că această munte le va aduce salvarea, că va permite dezvoltarea întregii văi și că va oferi locuri de muncă pentru toată lumea. ”— Jean Vuarnet 
După ani de muncă intensă și depășirea numeroaselor obstacole, stațiunea Avoriaz este inaugurată în ianuarie 1967.
Instalațiile de transport pe cablu sunt amenajate, fiind în număr de 28 în 1978.
Un sat creat ex nihilo este construit. Promotorul stațiunii, Gérard Brémond, este astăzi președintele Pierre et Vacances. Arhitecții se numesc Jacques Labro, Jean-Jacques Orzoni și Jean-Marc Roque.

## Stațiunea

### Promovare și poziționare turistică
În 2017, stațiunea primește un nou impuls: strategia sa de marcă și de extindere este clarificată printr-un nou logo în formă de blazon (cap de ren) și o reorganizare a serviciilor digitale, a parteneriatelor, a comunicării și a marketingului. Poziționarea rămâne orientată către segmentul CSP+ francez, în proporție de 56 %, urmat de piețele engleză și belgiano-olandeză, fiecare reprezentând 17 %.
Stațiunea a obținut mai multe certificări. Astfel, în 2016, Avoriaz 1800 a fost clasificată drept „Stations nouvelles glisses”, „Stations grands domaines”, „Stations clubs”, „Montagne douce”, „Club” și „Alti-forme”.
În 2013, Avoriaz a primit premiul ECO Award, care recompensează „cea mai inovatoare stațiune de schi din lume în materie de dezvoltare durabilă”, cu ocazia ceremoniei Worlds Snow Awards. În anul precedent, stațiunea obținuse deja premiul Best Family Resort.

### Satul
Satul are aproximativ 150 de locuitori permanenți. Majoritatea magazinelor sunt închise în afara sezonului de iarnă și de vară.
Stațiunea este exclusiv pietonală, fiind permise doar vehiculele de serviciu, precum plugurile de zăpadă, trăsurile, vehiculele pe șenile pentru transportul bagajelor etc.
În stațiune se pot găsi un cabinet medical, o farmacie, magazine, un oficiu poștal și o bancă.
Cel mai apropiat spital este cel din Thonon-les-Bains, situat la 45 km.

## Domeniul schiabil și gestionarea acestuia

Avoriaz văzut din sud-vest în timpul iernii.

Dintre cele paisprezece stațiuni din vastul domeniu Portes du Soleil, Avoriaz are particularitatea de a ocupa poziția centrală. Suprafața sa este de aproximativ 300 de hectare.
Stațiunea include sectoarele Arare, Lindarets, Chavanette, Plateau, Intrets, Prodains și Super Morzine. Punctele culminante ale stațiunii sunt situate pe versantul nord al Hauts-Forts la 2 466 m altitudine și pe versantul nord al Pointe des Mossettes în Valais la 2 250 m altitudine.
Această stațiune este interzisă mașinilor din a doua jumătate a anilor 1980, deplasarea făcându-se pe jos, cu vehicule pe șenile sau cu sănii trase de cai. Stațiunea a fost concepută astfel încât să se poată circula în întregime pe schiuri și snowboard.
Avoriaz este situată în inima domeniului Portes du Soleil, unul dintre cele mai mari din Europa, cu 650 km de pârtii.
Avoriaz este cunoscută pentru numeroasele sale amenajări de pârtii destinate copiilor, adolescenților și adulților (Riglet Park, Kids Parkway, Snowcross etc.). Unul dintre aceste parcuri, The Stash, a fost desemnat cel mai bun spot din lume în 2014 de către canalul american CNN. Acesta este o rețea imensă de pârtii trasate prin pădure, presărate cu module din lemn și zăpadă.
În 2012, Avoriaz s-a extins prin realizarea unui cartier de reședințe de 4 stele și a unui cartier de reședințe de 5 stele.
Avoriaz generează 128 milioane de euro din impactul economic în timpul iernii și 16 milioane de euro vara (date G2A, 2020), înregistrând o creștere de 4,7 % față de anul precedent.

### Echipamente și investiții

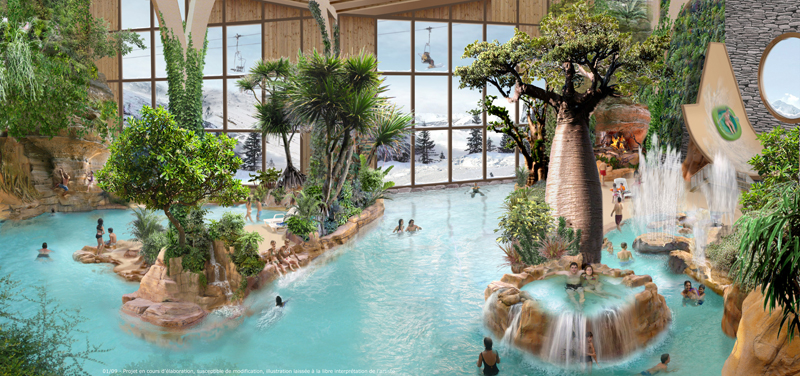
Aquariaz

Stațiunea Avoriaz este deschisă și vara, din începutul lunii iulie până la începutul lunii septembrie. Aici se pot practica următoarele activități: VTT (downhill/freeride/trial), golf, tenis, trambulină, tir cu arcul, via ferrata, squash, drumeții, echitație, beach volley, parapantă etc.
Odată cu inaugurarea complexului Aquariaz, în stațiune sunt disponibile și activități nautice.
Pentru copiii cu vârste între 3 și 16 ani, există Village des Enfants, conceput de Annie Famose. Acesta este un centru unde, timp de o săptămână, se pot desfășura numeroase activități în funcție de program, precum tir cu arcul, drumeții, echitație, scrimă, tenis, curse de orientare, paintball, o noapte într-un refugiu montan pentru cei mai mari și multe alte activități în aer liber sau în interior, în funcție de vreme.
În iulie 2012, Avoriaz a deschis un centru aqualudic, Aquariaz, un spațiu tropical menținut la 29 °C, ce cuprinde 1 570 de plante tropicale și 183 de arbori. Acest complex include un jacuzzi, jocuri/atracții pentru copii, dușuri și un bazin.

## Sport și competiții

### Turul Franței la ciclism
Stațiunea Avoriaz a găzduit șapte sosiri de etapă ale Turului Franței:
- 1975 : Vicente López Carril
- 1977 : Lucien Van Impe
- 1979 : Bernard Hinault
- 1983 : Lucien Van Impe
- 1985 : Luis Herrera
- 1994 : Piotr Ugrumov
- 2010 : Andy Schleck

În 1977, 1979 și 1994, ascensiunea a fost parcursă în contratimp individual.

### Sportivi
Jean Vuarnet, Isabelle Mir și Annie Famose sunt campioni la schi care au lăsat o amprentă importantă asupra stațiunii.